# 髙木優吾
髙木 優吾（たかぎ ゆうご、1986年6月19日 - ）は、NHKのアナウンサー。
戸籍上の表記は俗字の「髙（はしごだか）」が含まれた「髙木」だが、常用外漢字等の使用に制限がある一部メディアでは、正字体の「高（くちだか）」を含めた「高木」に修正して表記される。

## 人物
東京都目黒区出身。攻玉社中学校・高等学校、慶應義塾大学文学部卒業後、2010年に入局。

## 嗜好・導話
- 主にスポーツで活躍[3]。
- 2013年11月10日から11月24日まで、福岡県福岡市博多区築港本町にある福岡国際センターで行われた大相撲九州場所では27歳という若さで、大相撲中継の実況デビューを果たした[3]。
- 2024年名古屋場所で初の幕内実況。
- 趣味は漫才のネタ作り、ギター演奏[4]。
- 座右の銘は『感じるままにひたすらに』[4]。

## 現在の担当番組
- スポーツ中継（大相撲中継・プロ野球など）

## 過去の担当番組
鹿児島放送局時代（2010年度 - 2015年度）
- 鹿児島県のニュース・中継・リポート
- 情報WAVEかごしま[注釈 1]
- 着信御礼!ケータイ大喜利（2011年10月15日）

大津放送局時代（2016年度 - 2018年9月）
- おうみ発630（キャスター・2016年4月 - 2018年3月・降板後は大山武人のキャスター代行など）
- おうみ845（2016年4月 - 2018年7月）
- かんさい熱視線（ナレーション・2018年9月7日）

仙台放送局時代（2018年8月 - 2023年7月）
- 宮城県・東北地方のニュース[注釈 2]
- てれまさむね（ニュースリーダー）
- ニュースてれまさ845
- ラジオニュース（仙台発）
- おはよう宮城（キャスター：2018年8月 - 2019年3月）
- マイあさラジオ東北（キャスター：2018年8月 - 2019年3月）
- NHKニュースおはよう日本（代理スポーツキャスター）（2019年9月7日、8日）[注釈 3]
- 2020年7月の令和2年7月豪雨では、かつて勤務していた初任地の鹿児島放送局に応援で派遣され、災害報道を中心にローカルニュースを担当した。
- ニュースウオッチ9（田所拓也の夏季休暇に伴う代理キャスター：2021年10月18日 - 2021年10月22日）

## 競馬GI実況履歴
- 第79回優駿牝馬（2018年5月20日）
- 第21回チャンピオンズカップ（2020年12月6日）
- 第41回ジャパンカップ（2021年11月28日）
- 第84回桜花賞（2024年4月7日）
- 第85回菊花賞（2024年10月20日）
- 第171回天皇賞（春）（2025年5月4日）